# تكامل أفقي

مخطط يوضح التكامل الأفقي وتباينه مع التكامل الرأسي.

يصف مصطلح التكامل الأفقي في الاقتصاد الجزئي وفي الإدارة الإستراتيجية، نوعًا من السيطرة والملكية. وتُستخدم هذه الإستراتيجية في العمل التجاري أو من قبل المؤسسة التجارية التي تسعى لبيع منتج في العديد من الأسواق. ويعد التكامل الأفقي المستخدم في عملية التسويق أكثر شيوعًا وانتشارًا من التكامل الرأسي في الإنتاج.
وتحدث عملية التكامل الأفقي عندما يتم تولى السيطرة على إحدى الشركات من قبل شركة أخرى أو اندماجها مع شركة أخرى تعمل في نفس مجال الشركة الأولى وفي نفس مرحلة الإنتاج التي تكون فيها الشركة المدمجة، على سبيل المثال، شركة تعمل في مجال صناعة السيارات مع شركة أخرى تعمل في نفس المجال لصناعة السيارات. وفي هذه الحالة ينبغي أن تكون كلتا الشركتين في نفس المرحلة الإنتاجية وأيضًا في نفس المرحلة الصناعية. وتعرف هذه العملية بعملية «شراء حصة» أو «تولي زمام الأمور». وتهدف عملية التكامل الأفقي إلى تعزيز صناعات الشركات واحتكار صناعة ما.
ويطلق على الاحتكار الناشئ من خلال عملية التكامل الأفقي اسم الاحتكار الأفقي.
وهناك مصطلح يرتبط ارتباطًا وثيقًا بمصطلح التكامل الأفقي وهو مصطلح التوسع الأفقي. وهذا هو توسع إحدى الشركات في صناعة معينة تعمل فيها بالفعل وذلك بغرض زيادة حصتها من السوق لمنتج أو خدمة معينة.
ويمكن رؤية هذا التكامل الأفقي في القرن التاسع عشر وذلك من خلال رجل الأعمال العملاق في مجال النفط جون دايفسون روكفلر (Standard Oil) وشركته ستاندرد أويل (Standard Oil) وهما أمثلة مألوفة تم فيها استخدام عملية التكامل الأفقي.

## فوائد عملية التكامل الأفقي
تتيح عملية التكامل الأفقي ما يلي:
- اقتصاديات الحجم
- اقتصاديات النطاق
- التواجد القوي في السوق المرجعية.

## وسائل الإعلام
لاحظ بعض نقاد وسائل الإعلام مثل روبرت ماكنزي (Robert McChesney) أن الاتجاه الحالي داخل صناعة الترفيه يتجه ناحية التركيز على ملكية وسائل الإعلام المتزايد حتى يتم تكوين عدد أقل من التكتلات العابرة للوطن. ويُنظر لوسائل الإعلام بأنها في مركز الأمور حيث يستطيع الأفراد الأثرياء شراء مثل هذه المشاريع (على سبيل المثال، روبرت مردوخ).
ويعتبر التكامل الأفقي الذي يعزز ويوحد المقتنيات والملكيات من خلال العديد من الصناعات قد قام بإزاحة التكامل الرأسي القديم لأستوديوهات هوليود. ونجد أن فكرة امتلاك العديد من وسائل الإعلام، التي تعمل تقريبًا على امتداد نفس المحتوى، بجانب أنها تعتبر منتجة بشكل كبير، وذلك لأنها تحتاج فقط لبعض التغيرات الطفيفة في الشكل والمعلومات التي تستخدم في تشكيل العديد من وسائل الإعلام. على سبيل المثال، فإن المحتوى الذي يتم استخدامه داخل مجموعة من الشركات الموحدة ليتم بثه عبر البث المرئي عبر التلفاز هو نفس المحتوى الذي يتم استخدامه في البث المسموع عبر الراديو، لذلك نجد أن المحتوى الذي يتم استخدامه في جريدة ورقية مطبوعة هو نفس المحتوى الذي يتم استخدامه في موقع الجريدة على شبكة الإنترنت.
ولقد ظهرت من خلال ذلك، إستراتيجيات جديدة تتضمن تطوير المحتوى وتطوير التوزيع، وتلك الإستراتيجيات تهدف إلى زيادة التضافر والتآزر بين الأقسام المختلفة لنفس الشركة. كما تسعى أستوديوهات تلك الشركات إلى محتوى يمكنه أن يتحرك بسلاسة وسهولة عبر القنوات الإعلامية.